# Beeldhouwkunst

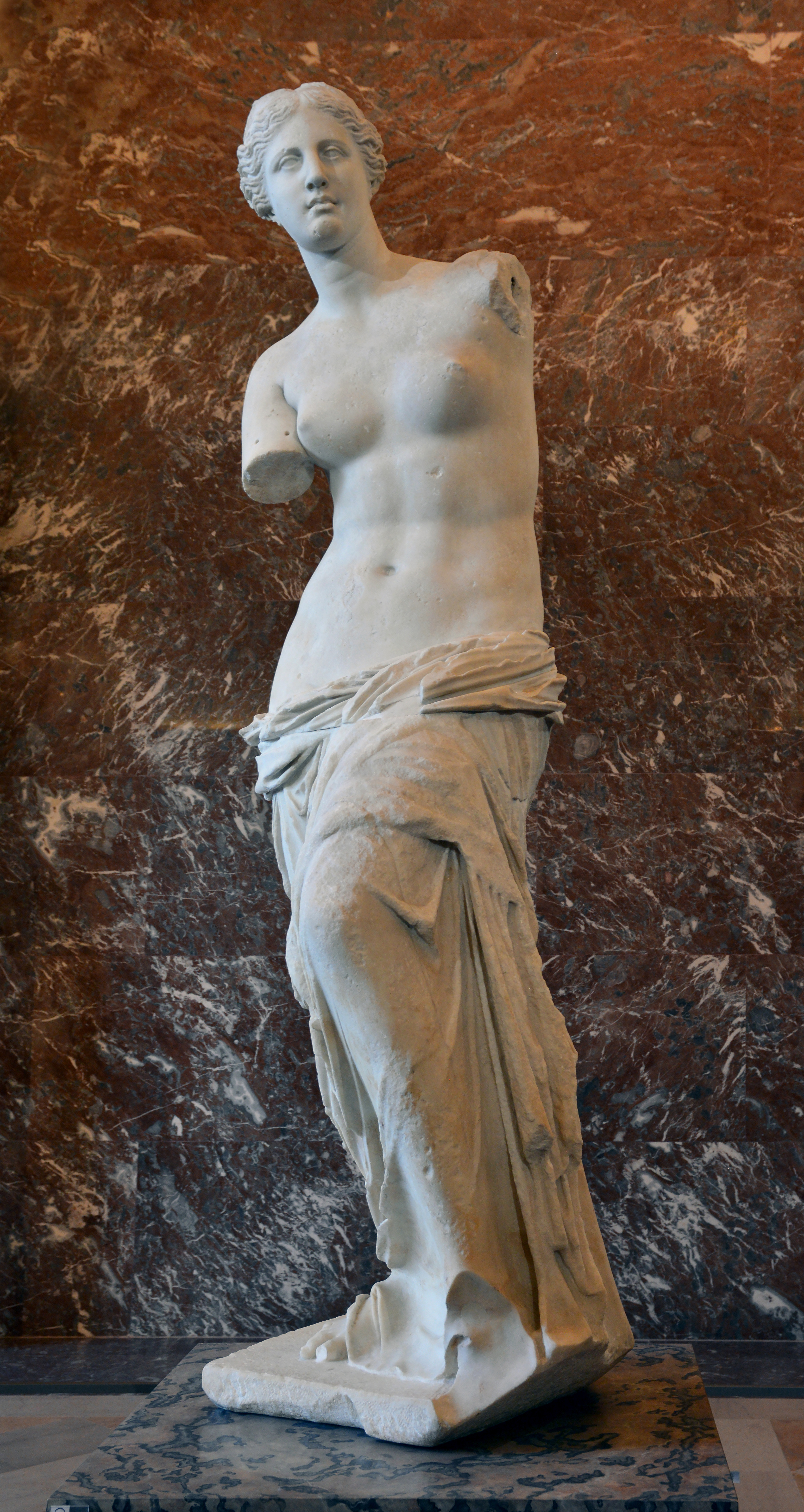
Venus van Milo, gemaakt door een steenhouwer.

De beeldhouwkunst is een van de klassieke disciplines binnen de beeldende kunsten: een beeldhouwer vervaardigt op ambachtelijke wijze een artistiek object in 3D.
Beeldhouwwerken zijn kunstobjecten die door een kunstenaar worden vervaardigd, die men beeldhouwer noemt. Naargelang de grondstof spreekt men van een steenhouwer of houtsnijder. Deze kunstenaars zijn echter zelden de scheppers van de grondstof, en werken meestal samen met een steengroeve of bronsgieterij, die verschillende afgietsels kan maken. Door hun weerbestendigheid kunnen kunstobjecten uit natuursteen en brons openbaar tentoongesteld worden, en zijn ze al eeuwenlang een dankbare grondstof voor het vervaardigen van openbare monumenten waaronder graftekens. Vaak worden in musea alles beeldhouwwerken in een afzonderlijke verzameling opgenomen, sommige musea zijn gespecialiseerd in beeldhouwkunst zoals het openluchtmuseum Middelheim. 

## Soorten beelden
- Plastiek, ruimtelijke (driedimensionale) beelden, opgebouwd uit kneedbare materialen
- Sculptuur, vervaardigd door materiaal te verwijderen (weghakken, snijden) uit starre materialen, zoals een blok steen of een stuk hout
  - IJssculptuur, gehakt uit ijsblokken
  - Zandsculptuur, gevormd uit aangestampt, compact rivierzand
- Assemblage, een beeld dat bestaat uit een samenstelling van meerdere materialen (driedimensionale collage)
- Installatie, een ruimtelijke opstelling van heterogene (veelsoortige) voorwerpen of objecten
- Environment of omgevingskunst
- landschapskunst (Engels: land art), heeft vaak sculpturale kenmerken, verhoudt zich veelal in relatie tot de omgeving (meestal rurale landschap)
- Readymade of objet trouvé
- Portretkop, een 3-dimensionaal portret van een hoofd
- Buste, borstbeeld vanaf de helft van de borst
- Borstbeeld, een half standbeeld, vanaf de heupen
- Standbeeld, bijvoorbeeld een staande figuur, een ruiterstandbeeld
- Monument, er bestaan vele variaties
- Gedenkteken, herinneringsteken, meestal voor slachtoffers van een oorlog
- Piëta, uitbeelding van het lijden van Christus
- Reliëf, een driedimensionale afbeelding op een platte achtergrond
  - Laag reliëf, een ondiep uitgewerkte voorstelling, bijvoorbeeld op een munt of gevelsteen
  - Hoog reliëf, een bijna vrijstaand beeldhouwwerk op een vlakke ondergrond, met grote diepteverschillen

## Materialen
Een beeldhouwer wordt gevormd en specialiseert zich in een welbepaalde materie.

### Steenhouwerij

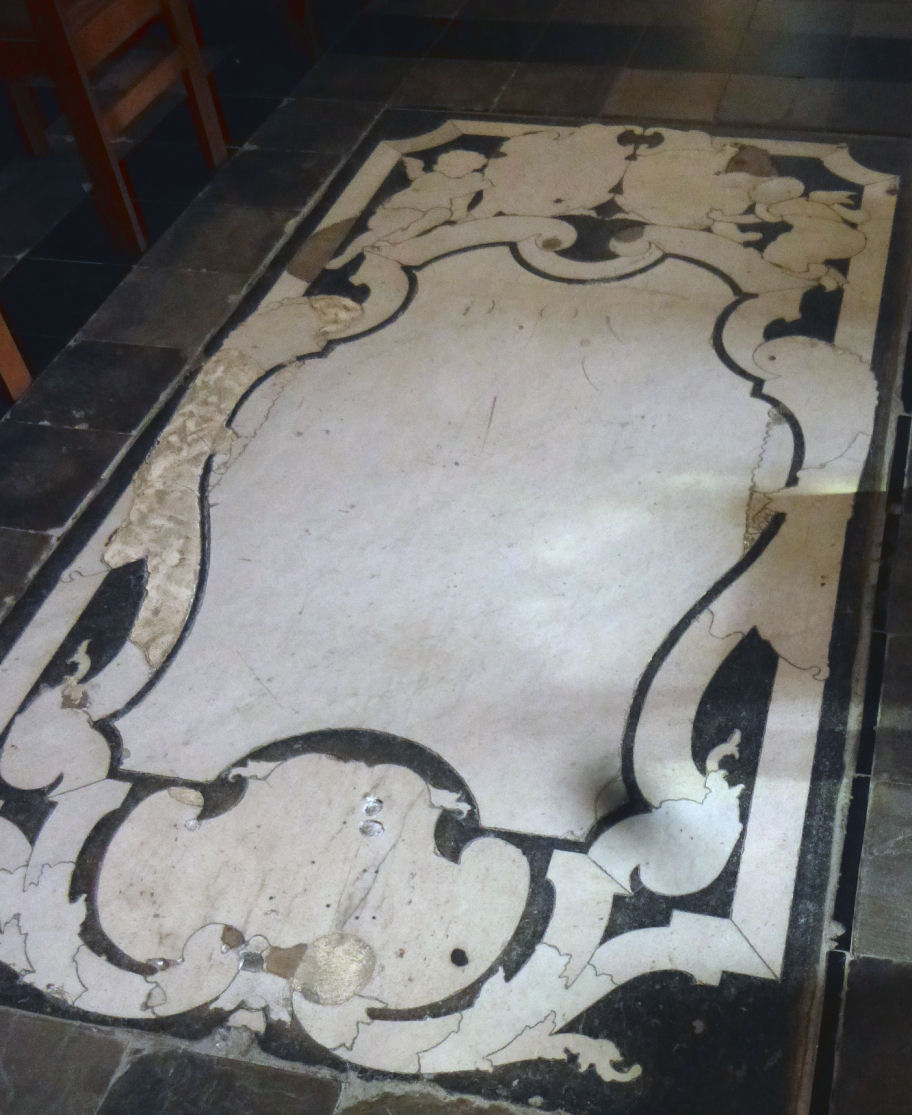
Grafsteen uit blauw hardsteen en wit marmer, 18e eeuw, Mechelen.

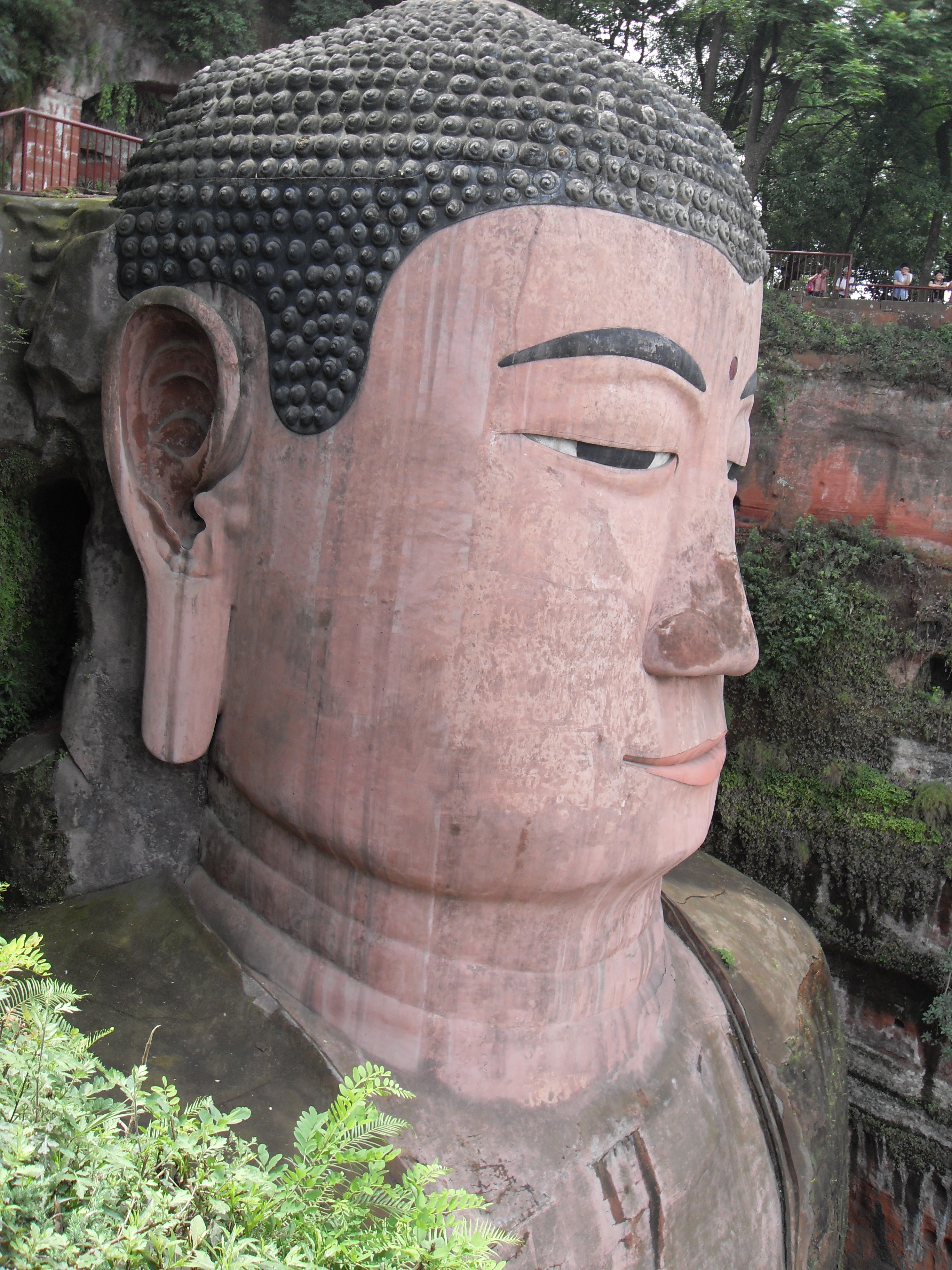
De Grote Boeddha van Leshan, gehouwen uit de rotsen door steenhouwers.

De steenbeeldhouwer beoefent de bewerking van natuursteen en kiest hiervoor zijn steensoort uit in een welbepaalde steengroeve.
- Marmer
- Arduinkappers
- Graniet
- Speksteen

### Metaalgieters
Deze beoefenen de kunst van het gieten van beelden in metaal.
- Email
- Metalen en legeringen
- Brons, bv. klokkengieterij en kanonnen
- Goud
- Koper
- Lood
- Staal
- Zilver

### Houtsnijders
Deze beoefenen de kunst van het snijden van houtsoorten.

### Ivoorsnijders
Deze beoefenen de kunst van het ivoorsnijden, dat nog zelden gebeurt.

### Andere
- Beton
- Bijenwas
- Boetseerwas
- Gips, in diverse soorten
- Glas
- Karton
- Klei
  - Rivierklei
  - Chamotteklei
  - Porselein
  - Terracotta
- Papier
  - Papier-maché
- Polystyreen
- Polyester
- Polyurethaanschuim
- Textiel

Beelden, zoals installaties, kunnen van 'gemengde materialen' (de zogenaamde mixed media) gemaakt worden en van natuurlijke materialen, zoals takken, bladeren, bloemen, stuifmeel, mos, maar ook bloed, sperma, olie, voedingsstoffen, opgezette dieren …

## Tabel van beeldhouwkunst naar periode en stijl
| Stroming                          | Periode | Typering | Voorbeeld |
| Prehistorisch                     | tot circa 660 v.Chr. | Kunst voor sjamanistische handelingen, ter decoratie van gebruiksvoorwerpen, kleding en paardentuigen en als bijgiften in een graven van belangrijke personen. Scythen, Kelten, Germanen | Venusbeeldjes - Megalieten - Hunebedden                                                                                          |
| Egyptisch                         | 3000 v.Chr. | Kunst in dienst van goden en doden. Tempelbeelden (koningsbeelden, sfinxen in natuursteen) en grafsculpturen. Sfinx | |
| Grieks – Knossos 1650 v.Chr. – 27 | Minoïsche beschaving: figuurtjes in faience, brons en ivoor (slangengodinnen, stier, dubbele offerbijl). Myceense beschaving: ivoor en gebakken aarde. | De geïdealiseerde mens. Aanvankelijk strak, symmetrisch en bewegingloos. Nadien naast de naakte atleet ook de geklede gestalte, ook in brons gegoten of in terracotta. Hellenisme: idealisme evolueert naar naturalisme. Reliëfbeeldhouwkunst: voorstellingen van processies, gevechtstaferelen en godenbijeenkomsten in fries. | Nikè van Samothrake – Kariatiden – Athena Parthenos – Aphrodite van Cnidus                                                       |
| Romeins                           | 270 v.Chr. – 400 n. Chr. | Het realistische portret en het historisch reliëf. Portretbeeld in functie tot de gemeenschap, dat wil zeggen met machtssymbolen, uniform, toga. Vaak in een nis geaccentueerd Historisch reliëf op triomfbogen, gedenkzuilen, monumenten of sarcofagen: historische en/of politieke werkelijkheid.                             | Kolos van Nerva – Zuil van Trajanus – Marcus Aurelius                                                                            |
| Byzantijns                        | 600 - 800 | Aansluiting op het late hellenisme. De mozaïeken vervangen de tweedimensionale beeldhouwkunst. | Ivoorreliëfs – Barberini-diptiek – Triptiek van Harbaville                                                                       |
| Karolingisch                      | 750 – 960 | Romeinse en Byzantijnse voorbeelden worden aan de Germaanse ambachtelijkheid verbonden, waarbij men aldus de Karolingische renaissance beleeft: religieuze voorstellingen in edelsmeedwerk, ivoorsnijwerk en bronsgietwerk. | Paleiskapel Aken |
| Ottoons                           | 700 – 1000 | Bij de Ottoonse renaissance, onder Otto de Grote, worden aan de Karolingische bouwwijze Byzantijnse arcaden en kapitelen toegevoegd. | Borobudur |
| Romaans                           | 800 – 1200 | Rondbogenstijl ontwikkeld uit de Romeinse bouwwijze. | Cluny – Doornik – Maastricht – Worms                                                                                             |
| Gotisch                           | 1240 – 1400 | Spitsbogenstijl, genoemd naar Giorgio Vasari die alle niet-Romeinse kunst "barbaars" of "van de Goten" noemde. Vlamgotiek: laatgotiek met overdadige versiering. | Kathedraal van Reims – Kathedraal van Chartres – Claus Sluter                                                                    |
| Renaissance                       | 1400 – 1600 | Onder impuls van het humanisme, teruggrijpen naar de klassieke elementen van de Griekse en Romeinse kunst. | Donatello – Luca della Robbia – Michelangelo Buonarroti - Andrea del Verrocchio -                                                |
| Maniërisme                        | 1520 - 1590 | Toevoegen in de laat-renaissance van overdreven emotionele elementen aan de ratio van de voorafgaande hoogrenaissance, sinds 1520. Dit leidt tot verhoogd sensualisme. | Giambologna – Benvenuto Cellini - Adriaen de Vries                                                                               |
| Barok                             | 1600 – 1775 | Kunstuiting van de katholieke Contrareformatie, met verheerlijking van het koninklijke absolutisme. Aanbrengen van overdadige versieringen, in beelden vol beweging, in breedsprakige gebaren, in houding (schroefhoudingen) en drapering.                                                                                      | Gian Lorenzo Bernini - R. Le Lorrain- E. Bouchardon – Frans Duquesnoy – Artus Quellinus - Rombout Verhulst                       |
| Classicisme                       | 1775 - 1840 | Afwijzen van barok- en rococo-elementen en teruggrijpen naar "rust" en "stilte" als essentie van het "schone". | Bertel Thorvaldsen – Antonio Canova – J.A. Houdon                                                                                |
| Romantiek                         | 1825 – 1870 | Rede en klaarheid (Classicisme moeten plaats maken voor emotionele waarden (Jean-Jacques Rousseau). In Frankrijk: hartstochtelijke heldenverering en bijna revolutionaire vrijheidsdrang. | Fr. Rude – A.L. Barye – J.B. Carpeaux                                                                                            |
| Sociaal Realisme                  | 1860 – 1900 | Accentueren van sociale elementen in houdingen en gebaren. | C. Meunier – J. Lambeaux |
| Impressionisme                    | 1885 – 1920 | Poging momentindruk in beeld te brengen door onder andere lijnen technisch te verdoezelen. | Auguste Rodin – A. Maillol – Rik Wouters – Camille Claudel                                                                       |
| Expressionisme                    | 1910 – 1940 | Uitdrukken van individuele emotie door accentueren van houdingen. | E. Barlach – Mari Andriessen – O. Zadkine – Jozef Cantré – Käthe Kollwitz                                                        |
| Kubisme                           | 1920 – 1940 | De dingen in de natuur zijn volgens geometrische vormen opgebouwd. | Archipenko – Raymond Duchamp-Villon                                                                                              |
| Abstracte Kunst                   | 1920 | Vlakken en lijnen zwakken de directe figuratie af en trachten het abstracte begrip te suggereren. | J. Lipchitz – C. Brancusi – Jean Arp – Olivier Strebelle                                                                         |
| Kinetische kunst                  | 1930 | Beeld of beeldgedeelten worden in beweging gehouden door externe factoren. | A. Calder – J. Tinguely |
| Surrealisme                       | 1930 | Samenbrengen van elementen uit de puur realistische figuratie tot een imaginair irreëel gegeven. | Henry Moore – A. Giacometti – René Iché – Roel D'Haese – Rik Poot – Reinhoud D'Haese                                             |
| Popart                            | 1960 | Popular Art. De trivialiteit van de consumptiemaatschappij wordt geaccentueerd | Andy Warhol – Niki de Saint Phalle – David Mach                                                                                  |
| Hyperrealisme                     | 1960 | Realisme weergegeven met fotografische nauwkeurigheid, veelal in polyester. | Jacques Verduyn - Duane Hanson                                                                                                   |
| Nouveau Réalisme                  | 1960 | Afwijzing van het conformisme bij de abstracte kunst. Poging zich te integreren in de technologische realiteit van de hedendaagse wereld. | César - Arman |
| Happening Fluxus Performance      | 1960 | Theatraal en grensverleggend; zich bekommerend om de ruimte en zich bezinnend op de menselijke conditie. 'Zingende sculturen' en Sociale Plastiek. | Antony Gormley – Jan Fabre – Anish Kapoor – Thierry de Cordier - Gilbert en George – Joseph Beuys - Wolf Vostell - Nam June Paik |
| Assemblage-kunst                  | 1970 | Samenbrengen van heterogene, vaak afgedankte gebruiksvoorwerpen, of gedeelten ervan, tot nieuw origineel beeld. | Christo - Vic Gentils – Camiel Van Breedam – Panamarenko – Leo Copers - Henck van Dijck                                          |
| Plasticisme                       | 1970 | Het puur plastische primeert | Fernando Botero |

## Niet-westerse beeldhouwkunst naar geografische herkomst

### Afrika
In de koninkrijken Ife en Benin werd het gieten van brons ontwikkeld. Tussen de 11e en de 15e eeuw maakten de kunstenaars van de Ife-cultuur vooral hoofden van koningen. In het koninkrijk Benin tussen de 13e en 19e eeuw waren het vooral bronzen beelden. Onder andere de beelden gevonden bij Tada waarbij een bijzonder beeld in kleermakerszit gevonden is. Het beeld is nu in het Nationaal Museum in Lagos.
De oudste Afrikaanse beelden dateren uit het midden van het eerste Millennium voor Christus; de tijd van Nok-beschaving in het midden van Nigeria. Dit waren vooral terracotta hoofden. Afrikaanse kunst is bekend door zijn vele expressieve maskers.
Musea met Afrikaanse beeldhouwkunst:
- Wereldmuseum Amsterdam
- Wereldmuseum Rotterdam
- Wereldmuseum Leiden
- Koninklijk Museum voor Midden-Afrika in Tervuren

### India
Onder invloed van het hindoeïsme kwamen er veel beelden in de hindoetempels in India. Beelden van goden zoals Shiva, Vishnoe en Brahma worden nog steeds gemaakt volgens de oude tradities.
Ook het boeddhisme beïnvloedde de Indiase beeldhouwkunst. De eerste kunstenaars maakten nog geen Boeddhabeelden. Vanaf de 1e eeuw voor Christus gebeurde dit wel. Na het begin van de christelijke jaartelling werd het gemeengoed om Boeddha-voorstellingen te maken. Hierbij zijn voorbeelden bekend die duidelijk een hellenistische inspiratie lijken te hebben, maar ook voorbeelden waaruit een uniek Indiase beeldentaal spreekt. Hierbij lijkt sprake van een parallelle ontwikkeling.
Zie ook: Indiase architectuur

### China
De Chinese beeldhouwkunst bestaat vooral uit kleine voorwerpen zoals schalen van brons, begrafenisbeeldjes, aardewerk en porselein. Een bekend voorbeeld van monumentale Chinese beeldhouwkunst zijn de grote terracotta beelden de Xi'an-krijgers van het beroemde terracottaleger van Xi'an bij de graftombe van Qin Shi Huangdi, de eerste keizer van China.
Musea met Chinese beeldhouwkunst:
- Koninklijke Musea voor Kunst en Geschiedenis in Brussel

## Westerse beeldhouwkunst naar periode

### Mesopotamië

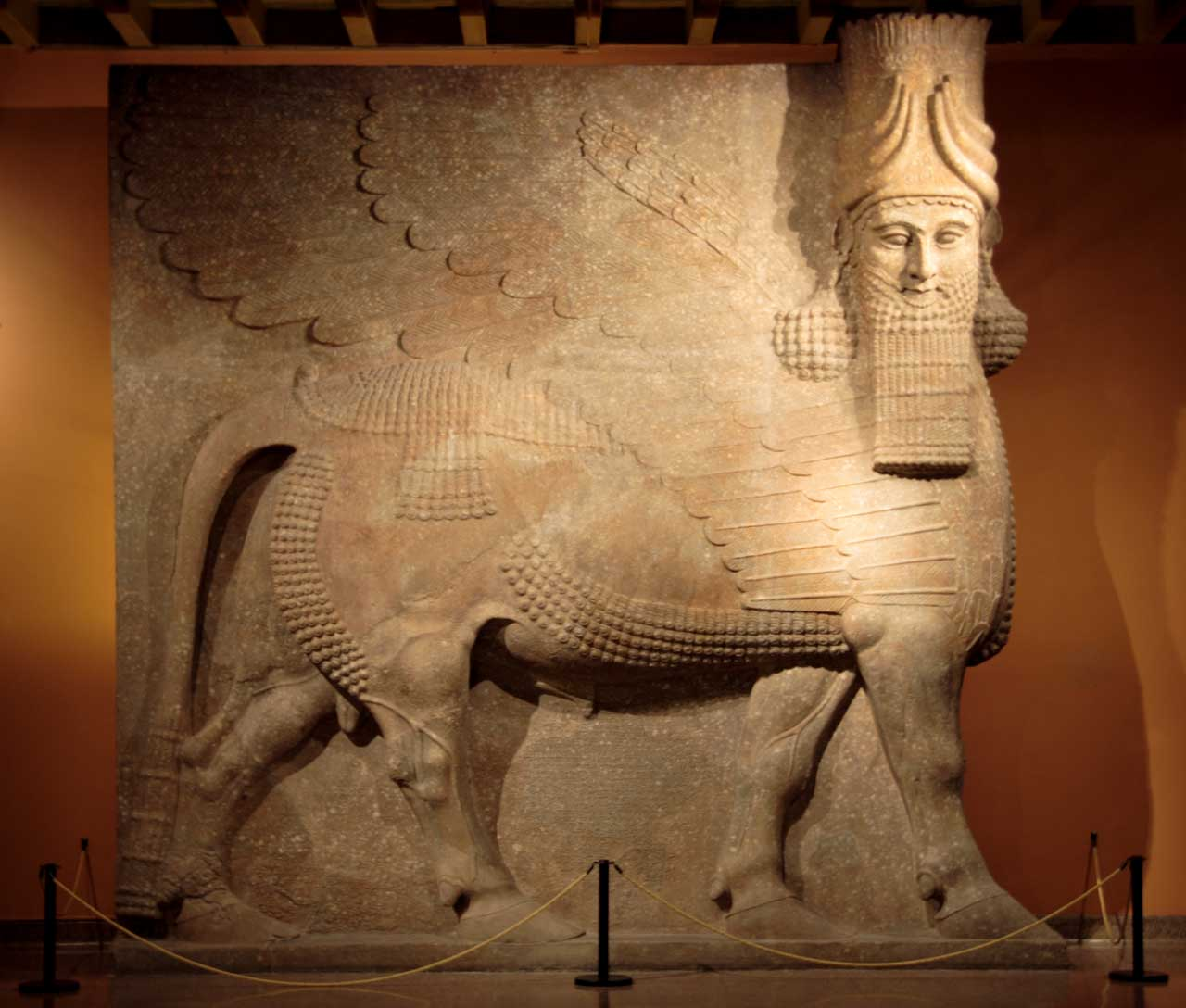
Assyrische lammasu poort bewaker uit Khorsabad, ca 721–705 v. Chr.

Reeds de Assyriërs hadden monumentaal beeldhouwwerk en bas-reliëfs. Bekend zijn hun jachtscènes en voorstellingen van fabeldieren. De Babyloniërs maakten reliëfs in terracotta.

### Oud-Griekse kunst
Een bekend voorbeeld van de oud-Griekse beeldhouwkunst is het beeld de Venus van Milo in het Louvre in Parijs.
Ander oud-Griekse beelden zijn:
- Nikè van Samothrake, Dame van Auxerre, De Stervende Galliër, Korè, Kouros, Laocoöngroep,

### Romeinse kunst
Alhoewel er gelijkenissen zijn tussen de Romeinse beeldhouwkunst en de Griekse zijn er verschillende kenmerken. In de klassieke Griekse kunst (voor het hellenisme) wordt de mens vaak geïdealiseerd weergegeven, terwijl de Romeinen meer streefden naar realisme. Net als de oude Grieken gebruikten de Romeinen zowel brons als marmer.
In de Romeinse wereld werden concrete burgers of keizers vaak afgebeeld met een hoge graad van realisme. Mannelijke figuren komen vaker voor dan vrouwelijke, alhoewel uit de periode van de Flavische keizers ook vrouwenportretten met een zeer geraffineerde weergave van het kapsel bewaard zijn.
Enkele beroemde sculpturen die historische figuren voorstellen:
- Brutus de Oudere, brons, eerste kwart 3e eeuw voor Chr., Musei Capitolini, Rome.
- Augustus van Prima Porta, marmer, eerste kwart van de 1e eeuw na Chr., Musei Vaticani, Rome.
- keizer Commodus als Hercules, marmer, rond 185 na Chr., Musei Capitolini, Rome.

In de periode van het keizerrijk wordt architectuur en sculptuur gecombineerd in triomfbogen of zuilen. De bekendste triomfbogen zijn die van Titus, van Constantijn en van Septimus Severus op het Forum Romanum. Keizer Trajanus richtte te Rome een 30 meter hoge zuil op, versierd met reliëfs om zijn veldtochten tegen de Daciërs te vereeuwigen.
Soms is de Romeinse beeldhouwwerk schematisch of dient ze als decoratie. Als er goden worden afgebeeld is er vaak een centrale god die de lengte van een mens heeft en daarbij een klein kind, Eros de god van de liefde, die deze god trouw bijstaat.

### Gotische beeldhouwkunst
In de 14e eeuw ontstonden zuilachtige beelden bij voorgevels van kathedralen.
Bekende voorbeelden zijn;
- Heiligen bij de kathedraal van Chartres bij het portaal van de westgevel, wangsculpturen, vroeg-gotiek circa 1145-1155, bij het noordelijke portaal, wangsculpturen, circa 1204-1234 zg. hooggotiek kenmerken vroeg-gotisch: de sculpturen hebben de vorm van een kolom, de plooival in de kleding is romaans, de gezichten tonen individualiteit. Kenmerken hoog-gotisch: de figuren vertonen een grotere bewegingsvrijheid, er is sprake van een hoge individualiteit in de gezichten, de plooival van de kleding is meer realistisch.
- ‘’De Ridder van Bamberg’’, 1236 en de ‘’Stichters’’ circa 1249 bij de Kathedraal van Naumburg
- ‘’Portico de la Gloria’’, 1188 gemaakt door Mateo de Compostela in de Kathedraal van Santiago de Compostella
- ‘’Maagd Maria en de heilige Elizabeth’’, 1260/circa 1252-1275 bij de kathedraal van Reims Sculpturengroep de Visitatie, het bezoek van Maria aan haar nicht Elisabeth aan de westfacade van de kathadraal. Hier is de klassieke sculptuur als voorbeeld gebruikt. De contra poste-houding en de klassieke plooival is hier aanwezig.Ook wel als gotisch classicisme aangeduid.
- ‘’Maria en kind’’, 1305 1306 van Giovanni Pisano in de kathedraal van Siena

Bekende gotische beeldhouwers zijn:
Arnolfo di Cambio | Nicola Pisano | Giovanni Pisano | Mateo de Compostela | Claus Sluter

### Renaissance
We onderscheiden in de renaissance de periode van de vroegrenaissance en de hoogrenaissance.
Bekende beeldhouwers uit de renaissance zijn: Michelangelo en Donatello

### Beeldhouwkunst in de negentiende eeuw
Kunstenaars in de 19e eeuw begonnen te werken voor openbare instellingen en kregen opdrachten van rijke middenstanders. Portretten en standbeelden werden populair.

### Beeldhouwkunst in de twintigste eeuw
De twintigste eeuw kent tal van nieuwe ontwikkelingen: modernisme, popart, sociale plastiek, arte povera, land-art, plasticisme, postmodernisme, en andere. Bekende beeldende kunstenaars zijn: 
- Henry Moore - Ed Kienholz - Joseph Beuys - Jannis Kounellis - Fernando Botero - Christo

## Beeldenpark
Sommige musea stellen beelden uit hun permanente collectie tentoon in een beeldenpark, bijvoorbeeld:
- Museum Boijmans Van Beuningen,
- Beeldenpark van het Kröller-Müller Museum in Nationaal Park De Hoge Veluwe
- Noordbrabants Museum

Een aparte plaats wordt ingenomen door internationale beeldententoonstellingen in de open ruimte, bijvoorbeeld:
- Sonsbeek, een zevenjaarlijkse manifestatie (reeds vanaf 1949 en daarmee de eerste in Europa), de laatste editie was Sonsbeek 2008 op diverse locaties in Arnhem en in Park Sonsbeek
- Openluchtmuseum voor beeldhouwkunst Middelheim in het Nachtegalenpark bij Antwerpen

Commerciële beeldentuinen stellen wel beelden tentoon, maar altijd als verkoopexpositie.